# Oral Ak Zsol repülőtér
Az Oral Ak Zsol repülőtér (IATA: URA, ICAO: UARR) Kazahsztán egyik nemzetközi repülőtere, amely Oral közelében található. Éves utasforgalma 189 200 fő (2016).

## Futópályák
A repülőtér futópályái:
- 4/22 (2799 m, 45 m, beton)

## Forgalom
Az utasforgalom az elmúlt években az alábbi módon változott:
| Utasok száma | 144 684 | 135 504 | 117 606 | 166 838 | 189 200 | 267 390 | 273 095 |
|              | 2012    | 2013    | 2014    | 2015    | 2016    | 2017    | 2018    |